# 索尼银行
索尼银行（日语：／）是索尼公司旗下的索尼金融控股附属的一家日本商业银行。成立于2001年，由索尼和三井住友银行共同出资设立。索尼银行的运作没有实体分行和自動櫃員機，属于直接银行的类型。该银行的主要业务是通过网上银行提供外币存款、信托投资、家庭贷款等业务。

## 历史
日本在20世纪90年代放开了限制银行业的法规，使得一些企业第一次涉足金融业。
索尼公司涉足银行业时就遇到了挑战。成立之初，相比于美国，互联网在日本还没有真正普及。当时只有2400万人每月都在使用互联网。但索尼相信随着基础设施的完善，互联网将会普及。公司宣称，涉足银行领域的步伐将和公司从传统制造业转向电影、音乐等娱乐产业的转型同步进行。
索尼公司在2000年3月宣布将成立银行部门，并在翌年的6月11日正式投入运作。公司的初始资本为375亿日元，并拥有80名雇员。在开始运作后的一个小时内，就有340位客户开设了网上账户。当时银行提供日元存款账户、信托投资、信用卡贷款和电子金融转账等业务。银行方面期望在2002年开通外币存款账户、信用卡、住房贷款业务，并让顾客借用日本邮政的ATM办理业务。
开业后直至2005年，银行一直面临着盈利疲软的问题。
到2007年，索尼银行共积累了50万客户，并在当年计划征收网上佣金。
2011年，索尼银行计划将业务拓展至澳大利亚市场，但最终这个计划在2013年放弃。

## 所有权
2001年银行成立之初，索尼公司拥有80%的股权。到2005年，索尼持有的股权升至84.2%。在摩根大通出售其股权后，索尼公司拥有了银行87.4%的股权。
三井住友银行拥有索尼银行16%的初始股权，并允许索尼银行的客户通过其7600个ATM上进行操作。到2005年，三井住友银行持有的股份跌至12.6%。
摩根大通在银行成立时拥有4%的股份。摩根大通希望借此拓展其在日本的资产和财富管理的业务。至2005年，摩根已经将股份减持到3.2%，并在和索尼协商后，在当年售出了持有的所有股份。